# 马斯顿教授和神奇女侠
，美国傳記劇情電影，安吉拉.羅賓遜執導暨編劇，2017年在加拿大第42屆多倫多國際影展首映，同年10月在美国上映，安納布爾納影業發行。演員卡司有路克·伊凡斯，蕾貝卡·霍爾和贝拉·希思科特、約翰·約瑟夫·菲爾德和奧立佛·普雷特等人。
劇情描述美國心理學家威廉·莫尔顿·马斯顿以妻子伊丽莎白·霍洛维·马斯顿為範本，創作出虛擬人物神力女超人。分別由路克·伊凡斯飾演威廉，蕾貝卡·霍爾飾演伊莉莎白，貝拉·希思科特飾演威廉的多角關係戀人奧麗弗。

## 剧情
本片闡述威廉·莫尔顿·马斯顿教授在1941年创作神力女超人時的生活，呈現他與妻子伊丽莎白以及夫婦倆和奥丽弗·伯恩的關係。威廉以「查尔斯·莫尔顿」為筆名，将他和伊丽莎白及奥丽弗的女权主义理想相结合，打造出一位超级女英雄，即為「神力女超人」。

## 演员
- 路克·伊凡斯飾演威廉·莫尔顿·马斯顿[1]
- 蕾貝卡·霍爾飾演伊丽莎白·霍洛维·马斯顿（英语：Elizabeth Holloway Marston）[1]
- 貝拉·希思科特飾演奧麗弗·伯恩[1]
- 約翰·約瑟夫·菲爾德飾演Charles Guyette[3][4]
- 法蘭克·里德利飾演办公室经理
- 奥利弗·普拉特飾演M.C.盖恩斯（英语：Max Gaines）[5]
- 康妮·布里顿（英语：Connie Britton）飾演约瑟特·弗兰克（英语：Josette Frank）[5]

## 制作與發行
本片開鏡於2016年10月初，2017年9月在加拿大第42屆多倫多國際影展首映，2017年10月13日起安納布爾納影業於全球發行，製片商為Topple Productions和Boxspring Entertainment，製片人為艾米·雷德福和特里·伦纳德。